# Тенроку
Тенроку (яп. 天禄 — тенроку, «небесне жалування») — ненґо, девіз правління імператора Японії з 970 по 973 роки.

## Хронологія
- 1 рік (970) — проведено вперше свято Гіон-мацурі в Кіото.
- 3 рік (972) — призначення Фудзівара но Канеміті «внутрішнім міністром» найдайдзін.

## Порівняльна таблиця
| Роки Тенроку            | 1    | 2    | 3    | 4    |
| Григоріанський календар | 970  | 971  | 972  | 973  |
| Китайський календар     | 庚午 | 辛未 | 壬申 | 癸酉 |